# 서울서강초등학교
서울서강초등학교는 대한민국 서울특별시 마포구 상수동에 있는 공립 초등학교이다.

## 학교 연혁
- 1938년 6월 7일 경성서강공립심상소학교 개교(4학급)
- 1941년 4월 1일 경성서강공립국민학교로 교명 변경
- 1996년 3월 1일 서울서강초등학교로 명칭 변경
- 2010년 6월 4일 체육관(나래관)·보육교실(도담터)·영어전용교실 개관식 및 학예발표회
- 2016년 9월 1일 제23대 장남순 교장 부임
- 2017년 2월 17일 제73회 졸업식(153명)(총 24728명)
- 2018년 2월 13일 제74회 졸업식(127명)(총 24855명)
- 2018년 7월 27일 본관 3층 상설전시관 준공
- 2018년 8월 31일 에코스쿨 준공
- 2019년 2월 14일 제75회 졸업식(160명)(총 25015명)
- 2019년 3월 1일 43학급 편성(특수 2)
- 2019년 5월 21일 미세먼지 신호등 설치
- 2019년 8월 24일 본관 및 후관 방충망 설치
- 2019년 8월 7일 도서관 리모델링 준공
- 2019년 9월 1일 제24대 윤지원 교장 부임
- 2020년 1월 28일 보건실 리모델링 준공
- 2020년 2월 13일 제76회 졸업식(169명)(총 25184명)
- 2020년 3월 1일 45학급 편성(특수 2)
- 2022년 3월 2일 급식관 완공 및 통로 공사

## 참고 자료
- 서울서강초등학교 - 한국교육학술정보원 학교알리미